# Tre Valli Varesine 2010
La Tre Valli Varesine 2010, novantesima edizione della corsa e valida come evento dell'UCI Europe Tour 2010 categoria 1.HC, si svolse il 17 agosto 2010 su un percorso di 199,1 km. Fu vinto dall'irlandese Daniel Martin che terminò la gara in 4h51'20", alla media di 41,011 km/h.
Partenza con 143 ciclisti, dei quali 62 portarono a termine il percorso.

## Ordine d'arrivo (Top 10)
| Pos. | Corridore          | Squadra        | Tempo    |
| ---- | ------------------ | -------------- | -------- |
| 1    | Daniel Martin      | Garmin         | 4h51'20" |
| 2    | Domenico Pozzovivo | Colnago        | a 6"     |
| 3    | Jérôme Baugnies    | Topsport Vl.   | a 12"    |
| 4    | Kristof Vandewalle | Topsport Vl.   | s.t.     |
| 5    | Damiano Cunego     | Lampre         | s.t.     |
| 6    | Brian Vandborg     | Liquigas-Doimo | s.t.     |
| 7    | Giovanni Visconti  | ISD-Neri       | s.t.     |
| 8    | Mauro Santambrogio | BMC            | s.t.     |
| 9    | Francesco Gavazzi  | Lampre         | s.t.     |
| 10   | Mauro Finetto      | Liquigas-Doimo | s.t.     |